# Nombre de partícules
El nombre de partícules d'un sistema termodinàmic, indicat convencionalment amb la lletra N, és el nombre de partícules constituents d'aquest sistema. Es tracta d'un paràmetre fonamental en termodinàmica, i és la variable conjugada del potencial químic. A diferència de la majoria de magnituds físiques, el nombre de partícules és una quantitat adimensional. És un paràmetre extensiu, i és directament proporcional a la mida del sistema en consideració; per tant, només és significatiu per sistemes tancats.
Una partícula constituent és aquella que no es pot dividir en peces més petites en l'escala d'energia k·T involucrada en el sistema (on k és la constant de Boltzmann i T és la temperatura). Per exemple, per un sistema termodinàmic que consisteixi d'un pistó que conté vapor d'aigua, el nombre de partícules és el nombre de molècules d'aigua del sistema. El significat de la partícula constituent (i, per tant, del nombre de partícules) és, llavors, dependent de la temperatura.

## Determinació del nombre de partícules
El concepte del nombre de partícules té un paper important en les consideracions teòriques. En situacions en les quals s'ha de trobar el nombre de partícules actual d'un sistema determinat –principalment en química– no és possible mesurar-lo directament de manera pràctica comptant les partícules. Si el material és homogeni i té una quantitat de substància n coneguda (expressada en mols), el nombre de partícules N es pot trobar a partir de la relació següent:
N = nNA
On NA és la constant d'Avogadro.

## Densitat de nombre de partícules
Un paràmetre intensiu relacionat amb el nombre de partícules és la densitat de nombre de partícules, que s'obté dividint el nombre de partícules del sistema pel seu volum. Aquest paràmetre se sol denotar per n.